# Santo vs. las mujeres vampiro
Santo vs. las mujeres vampiro (Nederlandse titel: Superman contra de vampiervrouwen) is een Mexicaanse film uit 1962, met in de hoofdrol de Mexicaanse worstelaar El Santo. De film werd geregisseerd door Alfonso Corona Blake.

## Verhaal
In Mexico ontwaken een paar vampiervrouwen uit een eeuwenlange slaap, waarna ze op zoek gaan naar nieuwe slachtoffers. Van hun meester krijgen ze de opdracht hem een bruid te bezorgen. Hiervoor kiezen de vampieren de dochter van een professor uit. De professor vraagt de worstelaar El Santo om hulp om zijn dochter te beschermen en de vampieren te verslaan.

## Rolverdeling
| Acteur              | Personage                      |
| ------------------- | ------------------------------ |
| El Santo            | Zichzelf                       |
| Lorena Velázquez    | Thorina, queen of the vampires |
| María Duval         | Diana Orlof                    |
| Jaime Fernández     | Insp. Carlos                   |
| Augusto Benedico    | Prof. Orlof                    |
| Javier Loya         | Jorge, Diana's fiance          |
| Ofelia Montesco     | Tandra, vampire priestess      |
| Fernando Osés       | Vampire                        |
| Guillermo Hernández | Vampire                        |
| Nathanael León      | Vampire (as Leon Moreno)       |
| Ricardo Adalid      | Detective at Party             |

## Achtergrond
Dit was een van de zestig films waarin El Santo zichzelf speelde. Financieel gezien was dit El Santo's beste film.
Onder de titel “Samson vs. the Vampire Women” werd de film bespot in de cultserie Mystery Science Theater 3000. De aflevering waarin de film werd behandeld was de laatste waarin TV's Frank meedeed (uitgezonderd van zijn cameo in seizoen 10).